# Ein ausgefuchster Gauner
Ein ausgefuchster Gauner ist eine US-amerikanische Screwball-Komödie aus dem Jahr 1932 von Mervyn LeRoy mit William Powell und Evelyn Brent in den Hauptrollen. Der Pre-Code-Film wurde von Warner Bros. produziert und basiert auf dem 1931 uraufgeführten Bühnenstück High Money von Aben Kandel.

## Handlung
Der wohlhabende Colonel Ginsburg will sich das Talent des Werbefachmannes Gar Evans zu Nutze machen. Ginsburg hat eine Technik entwickeln lassen, mit der Gummi aus Abwasser hergestellt werden kann. Sein Angestellter Mike Donahey hat ihn überzeugt, dass Gar der Beste seines Faches sei. Nach einer durchzechten Nacht wieder nüchtern geworden nimmt Gar den Auftrag an.
Gar erwirbt ein schickes Gebäude, das als Zentrale des Unternehmens dienen soll. Dann engagiert er einen beeindruckend aussehenden Mann, der den Generaldirektor spielen soll. Dann beginnt er mit dem Verkauf von Aktien. Mit der Zeit vermisst er seine Freundin Francine Dale, die von seinen Intrigen und Betrügereien genug hat und einen wohlhabenden Südamerikaner heiraten will. Sie kann Gars Schmeicheleien jedoch nicht lange widerstehen und lässt sich von ihm als Sekretärin einstellen.
Gars Pläne scheinen aufzugehen, die Aktien des Unternehmens verkaufen sich sehr schnell. Als ein Gummiproduzent der Sache auf den Grund gehen will, muss Gar beweisen, dass das Unternehmen wirklich Gummi aus Abwasser herstellen kann. Der Erfinder der Technik wird jedoch vermisst. Um Francine zu zeigen, dass er sie wirklich liebt, überschreibt er seine Aktienanteile an sie. Ginsburg kann den Erfinder der Technik ausfindig machen, doch der entpuppt sich als verrückt. Der Gummiproduzent bietet an, das Unternehmen aufzukaufen. Dazu benötigt Gar von Francine das Aktienzertifikat. Francine ist jedoch abgereist, um den Südamerikaner zu heiraten. Er kann sie rechtzeitig finden und die Papiere an sich bringen. Er bittet sie, ihn nicht zu verlassen. Als Donahey mit einem neuen Projekt an Gar herantritt, will dieser zuerst ablehnen. Doch als er bemerkt, dass Francine schicksalsergeben zuhört, beginnt er zu planen.

## Produktion

### Hintergrund
Gedreht wurde der Film von Ende Oktober bis Anfang Dezember 1931 in den Warner-Studios in Burbank.

### Stab
Anton Grot oblag die künstlerische Leitung. Leo F. Forbstein dirigierte das Vitaphone-Orchester.

### Besetzung
In kleinen nicht im Abspann erwähnten Nebenrollen traten Luis Alberni, Henry Armetta, Charles Judels, Roscoe Karns, James A. Marcus, Alison Skipworth und Bobby Watson auf.

## Synchronisation
Die deutsche Synchronfassung entstand 1992 im Auftrag der Interopa Film unter der Dialogregie von Peter Harlos, der auch das Dialogbuch schrieb.
| Rolle         | Schauspieler   | Deutscher Synchronsprecher |
| ------------- | -------------- | -------------------------- |
| Gar Evans     | William Powell | Helmut Gauß                |
| Francine Dale | Evelyn Brent   | Anita Lochner              |
| Col. Ginsburg | George Sidney  | Gerd Duwner                |
| Helen Wilson  | Evelyn Knapp   | Nicolette Röwekamp         |
| Mike Donahey  | Frank McHugh   | Uwe Büschken               |

## Veröffentlichung
Die Premiere des Films fand am 10. Januar 1932 in London statt. Der Kinostart in den USA erfolgte am 30. Januar 1932. In der Bundesrepublik Deutschland wurde er am 15. Juni 1992 im deutschen Fernsehen ausgestrahlt.

## Kritiken
Der Filmkritiken-Aggregator Rotten Tomatoes hat in einer Auswertung ein Publikumsergebnis von 27 Prozent positiver Bewertungen ermittelt.
Das Lexikon des internationalen Films schrieb: „Inszenatorisch nicht sonderlich auffällige, aber sympathische Unterhaltung nach routiniertem Hollywood-Standard.“
Die Filmzeitschrift Cinema befand: „Routinespaß von der Stange.“
Mordaunt Hall von der The New York Times bezeichnete den Film als glänzend geschrieben und durchweg amüsant.
Der Kritiker des TV Guide sah eine flotte, gut konstruierte Komödie mit einer charmanten Darstellung von William Powell. Eine gute Besetzung und gute Regie treiben die verrückte und gut geschriebene Komödie voran.